# 太陽系的假設天體列表
假設的太陽系天體是在我們太陽系中，已經從觀測的科學中推斷出，但不知道它們是否存在的一顆行星、天然衛星或類似的天體。多年來已經提出一些假設的行星，但很多已經被排除掉。然而，即使在今天，以科學猜測可能存在的行星，依然超出我們目前知識領域的範圍，不知是否真的存在。

## 行星

### 排除的
- 第五行星 (假設)：歷史上猜測存在於火星和木星軌道之間的行星。
  - 法厄同星：一顆位於火星和木星軌道之間，它的毀滅導致小行星帶的形成。如今這個假設被認為不太可能，因為小行星帶的質量太少，遠低於一顆大行星爆炸的結果。
  - 行星V： 約翰·錢伯斯和傑克·李蘇爾以電腦模擬為基礎，構想曾經一度存在於火星和小行星帶之間的行星。
- 假設的海王星外行星：有時被稱為「行星X」。最初使用於解釋海王星和天王星軌道的攝動 (系統偏差)。這種想法導致冥王星的發現，但也反證了這種攝動並不存在。然而，這種觀念被再延續至後續觀測中發現的古柏帶天體。
- 祝融星：一度被相信是存在於水星軌道內側的假設行星。
  - 祝融型小行星：可能存在於水星軌道內側引力穩定區的小行星環。
- 堤喀：是依據長週期彗星統計異常的超量，推論應存在於奧尒特雲的假設行星[1]。

### 可能存在的
- 第九行星：美國加州理工学院的天文学家迈克尔·布朗、康斯坦丁·巴蒂金推断的一颗存在于太阳系外围的冰巨行星。
- 第十行星:   美國亞利桑那大學的Kathryn Volk和Renu Malhotra相信有火星和地球大小間的岩石行星。他們在遙遠的柯伊伯帶的天體軌道，發現到怪異的扭曲跡象。

### 消失於太陽系的
- 假設的第五顆氣體巨星曾經被懷疑軌道在土星和天王星之間，後來因為與木星遭遇之後被拋至太陽系外的太空。角动量的轉讓造成木星退離太陽系的內側，確保了类地行星軌道的穩定性。它可能還造成了太陽系內側的後期重轟炸期[2]。
- 忒伊亞：相信是在45億年前與地球擦撞的火星大小天體；是創造出月球的事件

## 衛星
- 喀戎（英语：Chiron (hypothetical moon)）：赫爾曼·戈耳什米特（英语：Hermann_Goldschmidt）在1861年宣稱看見的一顆土星衛星，但是從來沒有其他人看見。
- 地球的其他衛星：像是佩蒂特（英语：Frédéric Petit (astronomer)），圖盧茲天文台的台長，認為在1846年3月21日已經三度看見過[3]。
- 水星的衛星：因水手10號太空船突然檢測到的輻射而提出的假設，但太空船後續的飛越已經否定其存在。這顆可能是環繞水星的天體最後被確認是巨爵座31。
- 尼斯：假設的金星衛星，17和18世紀許多望遠鏡的觀測者都有不實的報告。現在已經知道並不存在，這個天體被解釋為一系列標示錯誤的恆星或是光學望遠鏡設計時內部獨特的反射。
- Themis（英语：Themis_(hypothetical_moon)）：天文學家威廉·亨利·皮克林自稱於1905年發現的土星衛星，但之後未曾在被看見[4]。
- S/2000 J 11是據報座落於木星附近的天體，但從來沒有確定它的軌道，稍後的搜尋也找不到它。它也不再被認為可能是木星的衛星[5]。

## 恆星
- 涅墨西斯星：物理學家理查·繆依據地球化石週期性大滅絕的紀錄，在1984年建議存在的棕矮星/紅矮星。它定期經過太陽系的奥尔特云，可能造成大量的彗星進入內太陽系，影響撞擊地球的機會大量增加。